# اگر باز هم را ببینیم
«اگه دوباره همدیگرو ببینیم» تک‌آهنگی از تیمبلند و کیتی پری است که در ۱۸ ژانویه ۲۰۱۰ منتشر شد.
این تک‌آهنگ در چارت‌های، نیوزلند در رتبه اول و در چارت‌های کانادا، فرانسه، ایرلند، نروژ، استرالیا، آلمان، اسپانیا، لهستان، سوئیس، بریتانیا جزو ده ترانه اول قرار گرفت.